# ペドロ・ゴンサレス・ロペス
ペドリ（Pedri）こと、ペドロ・ゴンサレス・ロペス（Pedro González López，2002年11月25日 - ）は、スペイン・カナリア諸島州サンタ・クルス・デ・テネリフェ県テゲステ出身のサッカー選手。FCバルセロナ所属。スペイン代表。ポジションはミッドフィールダー。

## クラブ経歴

### プロ入り前
カナリア諸島のテゲステに生まれ、地元アマチュアクラブのUDテゲステでサッカーを始めた。2015年にフベントゥ・ラグーナへと加入した。このクラブ在籍時の2018年2月にはスペイン本土に渡り、レアル・マドリードのトライアルを受けた。しかし、スカウトの目に留まることはなく、帰郷してUDラス・パルマスのカンテラでプロサッカー選手を目指すことになった。

### ラス・パルマス
ラス・パルマスのカンテラにて1シーズンプレーした後の2019年夏、当時トップチームの監督だったペペ・メルの要望により、わずか16歳ながらクラブと4年間のプロ契約を結んで2019-20シーズン開幕前のプレシーズンに帯同した。そのプレシーズンでもチーム一番の活躍を示したことで、プレシーズン終了後に背番号28をつけてのトップチーム昇格が決まった。シーズン開幕戦となった8月18日のSDウエスカ戦にて先発出場し、83分にピッチを後にした。9月19日、スポルティング・デ・ヒホンとのリーグ戦にて後半17分、アルベルト・デ・ラ・ベジャのアシストを受けて右足のシュートでプロ初ゴールを挙げた。このゴールによりペドリはクラブ史上最年少でのスコアラーとなった。

### バルセロナ

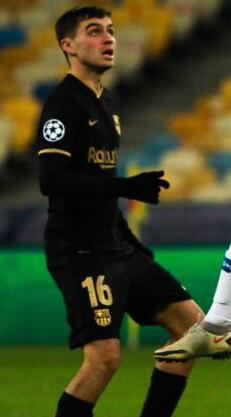
2020年のペドリ

2019年9月2日、バルセロナに2020年7月1日より加入することが発表された。2022年6月までの2年契約で、移籍金は500万ユーロ。2020年8月20日に正式に加入した。開幕戦のビジャレアル戦でデビューを果たすと、10月18日のヘタフェ戦で先発起用される。10月21日のチャンピオンズリーグ、フェレンツヴァーロシュ戦ではクラブ史上3番目の若さでCL初得点を記録。チーム最年少ながら卓越したプレー判断とオフ・ザ・ボールの質、ボールコントロールの巧みさで監督の信頼を掴み、デビュー2ヶ月で不動のスタメンへと定着した。チームOBのイニエスタも「18歳とは思えない」とその才能に驚嘆するコメントを残している。
2021年10月14日、バルセロナと2026年までの契約を延長したことを発表した。同年11月には、ゴールデンボーイ賞とコパ・トロフィーを受賞した。一方2020－21シーズンにバルセロナで公式戦52試合に出場した後、2021年夏にEURO2020と東京オリンピックに立て続けに全試合に出場したことも影響し、そこからは何度も負傷に悩まされることとなった。
2022年1月13日のスーペルコパ(エル・クラシコ)で46分から出場という形で戦列復帰した。4月3日、第30節のセビージャ戦では決勝ゴールを決めて勝利に貢献した。
2022年7月9日、FCバルセロナはペドリが2022-23シーズンから8番を着用することを発表。8番は、アンドレス・イニエスタが着用していた番号である。リーグ第3節のレアル・バリャドリード戦でシーズン初得点を挙げると、セルタ・デ・ビーゴ戦では決勝ゴールを奪ってチームのリーグ戦7連勝に貢献した。
2025年1月30日、FCバルセロナとの契約を2030年6月30日まで延長した。2021年夏、クラブ、EURO、五輪でフル稼働した直後にケガをして以来、計8度の負傷に苦しみ、21-22〜23-24の3季で436日間プレーできていなかった。しかし、今季は長年悩まされていた筋肉系の怪我がなく、EURO2024でのそのクロースのタックルによる捻挫だけで、レギュラーシーズンに入ってからは一度もケガをしなかった。

## 代表経歴
2019年から各ユース世代のスペイン代表で主軸として活躍。2021年3月には、2022 FIFAワールドカップ・ヨーロッパ予選に18歳でフル代表初招集。25日のギリシャ戦で、スペイン代表史上6番目の若さとなる18歳120日で代表デビューを果たした。UEFA EURO 2020ではスペイン代表の歴史において最年少出場記録を更新、全試合にスタメン出場、若手最優秀選手にも選ばれた。
2022年11月11日、2022 FIFAワールドカップに臨むメンバーの1人に選ばれた。同大会では、クラブで共闘しているセルヒオ・ブスケツやガビと共に中盤のレギュラーとしてプレーした。
2024年6月8日、UEFA EURO 2024直前の強化試合として行われたホームの北アイルランド代表戦にて、自身のA代表初ゴールを含む2得点を挙げ、5-1での大勝に貢献した。

## 個人成績

### クラブ
2024-25シーズン終了時点
| クラブ         | シーズン | リーグ戦     | リーグ戦 | リーグ戦 | コパ・デル・レイ | コパ・デル・レイ | 国際大会 | 国際大会 | その他 | その他 | 合計 | 合計 |
| クラブ         | シーズン | ディビジョン | 出場     | 得点     | 出場             | 得点             | 出場     | 得点     | 出場   | 得点   | 出場 | 得点 |
| -------------- | -------- | ------------ | -------- | -------- | ---------------- | ---------------- | -------- | -------- | ------ | ------ | ---- | ---- |
| ラス・パルマス | 2019-20  | セグンダ     | 36       | 4        | 1                | 0                | -        | -        | -      | -      | 37   | 4    |
| バルセロナ     | 2020-21  | ラ・リーガ   | 37       | 3        | 6                | 0                | 7        | 1        | 2      | 0      | 52   | 4    |
| バルセロナ     | 2021-22  | ラ・リーガ   | 12       | 3        | 1                | 1                | 8        | 1        | 1      | 0      | 22   | 5    |
| バルセロナ     | 2022-23  | ラ・リーガ   | 26       | 6        | 1                | 0                | 6        | 0        | 2      | 1      | 35   | 7    |
| バルセロナ     | 2023-24  | ラ・リーガ   | 24       | 4        | 2                | 0                | 6        | 0        | 2      | 0      | 34   | 4    |
| バルセロナ     | 2024-25  | ラ・リーガ   | 37       | 4        | 6                | 2                | 14       | 0        | 2      | 0      | 59   | 6    |
| バルセロナ     | 通算     | 通算         | 172      | 24       | 17               | 1                | 41       | 2        | 9      | 1      | 180  | 24   |

### 代表
出場大会
- U-24 スペイン代表
  - 2021年 - 東京オリンピック（銀メダル）
- スペイン代表
  - 2021年 - UEFA EURO 2020（ベスト4）
  - 2022年 - 2022 FIFAワールドカップ（ベスト16）
  - 2024年 - UEFA EURO 2024（優勝）

試合数
2024年6月8日現在
- 国際Aマッチ 18試合 0得点（2021年 - ）[20]

| スペイン代表 | 国際Aマッチ | 国際Aマッチ |
| 年           | 出場        | 得点        |
| ------------ | ----------- | ----------- |
| 2021         | 10          | 0           |
| 2022         | 8           | 0           |
| 2023         | 0           | 0           |
| 2024         | 2           | 2           |
| 通算         | 20          | 2           |

得点
| # | 開催日       | 開催地                                                       | 対戦国         | スコア | 結果 | 大会     |
| - | ------------ | ------------------------------------------------------------ | -------------- | ------ | ---- | -------- |
| 1 | 2024年6月8日 | パルマ・デ・マヨルカ、エスタディ・マジョルカ・ソン・モイシュ | 北アイルランド | 1-1    | 5-1  | 親善試合 |
| 2 | 2024年6月8日 | パルマ・デ・マヨルカ、エスタディ・マジョルカ・ソン・モイシュ | 北アイルランド | 4-1    | 5-1  | 親善試合 |

## タイトル

### クラブ
バルセロナ
- ラ・リーガ: 2回（2022-23, 2024-25）
- コパ・デル・レイ: 2回（2020-21, 2024-25）
- スーペルコパ・デ・エスパーニャ: 2回（2022-23, 2024-25）

### 代表
スペイン代表
- UEFA欧州選手権: 2024

### 個人
- コパ・トロフィー: 2021
- ゴールデンボーイ賞: 2021
- UEFA EURO 2020・最優秀若手選手賞: 2021
- UEFA EURO 2020・ベストイレブン: 2021